# Francia en la Eurocopa 1992
La Selección de fútbol de Francia fue una de las 8 selecciones participantes en la Eurocopa 1992, que se llevó a cabo entre el 10 y el 26 de junio de 1992 en Suecia.
Quedó encuadrada en el grupo A junto con el anfitrión Suecia, Inglaterra y Dinamarca. En el Estadio Råsunda logró un empate 1-1 ante la selección sueca en el primer partido. En el segundo encuentro, disputado en el Estadio de Malmö igualó sin goles ante la selección inglesa; y en el último partido se volvió a jugar en el Estadio de Malmö, perdió 2-1 frente a Dinamarca, quedándose sin opciones de clasificar para la siguiente fase.

## Clasificación
| Equipo         | Pts | PJ | PG | PE | PP | GF | GC | Dif |
| -------------- | --- | -- | -- | -- | -- | -- | -- | --- |
| Francia        | 16  | 8  | 8  | 0  | 0  | 20 | 6  | 14  |
| Checoslovaquia | 10  | 8  | 5  | 0  | 3  | 12 | 9  | 3   |
| España         | 6   | 7  | 3  | 0  | 4  | 17 | 12 | 5   |
| Islandia       | 4   | 8  | 2  | 0  | 6  | 7  | 10 | -3  |
| Albania        | 2   | 7  | 1  | 0  | 6  | 2  | 21 | -19 |

| Fecha                   | Lugar      |                |                           | Resultado |                           |                |
| ----------------------- | ---------- | -------------- | ------------------------- | --------- | ------------------------- | -------------- |
| 5 de julio de 1990      | Reikiavik  | Islandia       | Bandera de Islandia       | 1:2 (0:1) | Bandera de Francia        | Francia        |
| 13 de octubre de 1990   | París      | Francia        | Bandera de Francia        | 2:1 (0:0) | Bandera de Checoslovaquia | Checoslovaquia |
| 17 de noviembre de 1990 | Tirana     | Albania        | Bandera de Albania        | 0:1 (0:1) | Bandera de Francia        | Francia        |
| 20 de febrero de 1991   | París      | Francia        | Bandera de Francia        | 3:1 (1:1) | Bandera de España         | España         |
| 30 de marzo de 1991     | París      | Francia        | Bandera de Francia        | 5:0 (4:0) | Bandera de Albania        | Albania        |
| 4 de julio de 1991      | Bratislava | Checoslovaquia | Bandera de Checoslovaquia | 1:2 (1:0) | Bandera de Francia        | Francia        |
| 12 de octubre de 1991   | Sevilla    | España         | Bandera de España         | 1:2 (1:2) | Bandera de Francia        | Francia        |
| 20 de noviembre de 1991 | París      | Francia        | Bandera de Francia        | 3:1 (1:0) | Bandera de Islandia       | Islandia       |

## Preparación
| Fecha                 | Lugar   |            |                       | Resultado |                             |              |
| --------------------- | ------- | ---------- | --------------------- | --------- | --------------------------- | ------------ |
| 19 de febrero de 1992 | Londres | Inglaterra | Bandera de Inglaterra | 2:0       | Bandera de Francia          | Francia      |
| 25 de marzo de 1992   | París   | Francia    | Bandera de Francia    | 3:3       | Bandera de Bélgica          | Bélgica      |
| 27 de mayo de 1992    | Lausana | Suiza      | Bandera de Suiza      | 2:1       | Bandera de Francia          | Francia      |
| 5 de junio de 1992    | Lens    | Francia    | Bandera de Francia    | 1:1       | Bandera de los Países Bajos | Países Bajos |

## Jugadores
| #  | Nombre               | Posición      | Edad | Club                |
| -- | -------------------- | ------------- | ---- | ------------------- |
| 1  | Bruno Martini        | Portero       | 30   | AJ Auxerre          |
| 2  | Manuel Amoros        | Defensa       | 30   | O. de Marsella      |
| 3  | Franck Silvestre     | Defensa       | 25   | FC Sochaux          |
| 4  | Emmanuel Petit       | Mediocampista | 21   | AS Mónaco           |
| 5  | Laurent Blanc        | Defensa       | 26   | SSC Napoli          |
| 6  | Bernard Casoni       | Mediocampista | 30   | O. de Marsella      |
| 7  | Didier Deschamps     | Mediocampista | 23   | O. de Marsella      |
| 8  | Franck Sauzée        | Mediocampista | 26   | O. de Marsella      |
| 9  | Jean-Pierre Papin    | Delantero     | 28   | O. de Marsella      |
| 10 | Luis Fernández       | Mediocampista | 32   | AS Cannes           |
| 11 | Christian Perez      | Mediocampista | 29   | Paris Saint-Germain |
| 12 | Christophe Cocard    | Delantero     | 24   | AJ Auxerre          |
| 13 | Basile Boli          | Defensa       | 25   | O. de Marsella      |
| 14 | Jean-Philippe Durand | Mediocampista | 31   | O. de Marsella      |
| 15 | Fabrice Divert       | Delantero     | 24   | Montpellier HSC     |
| 16 | Pascal Vahirua       | Delantero     | 26   | AJ Auxerre          |
| 17 | Rémi Garde           | Mediocampista | 26   | Olympique de Lyon   |
| 18 | Éric Cantona         | Delantero     | 26   | Leeds United        |
| 19 | Gilles Rousset       | Portero       | 28   | Olympique de Lyon   |
| 20 | Jocelyn Angloma      | Defensa       | 26   | O. de Marsella      |
| DT | Michel Platini       |               |      |                     |

## Participación

### Grupo A
| Selección  | Pts | PJ | PG | PE | PP | GF | GC | Dif |
| ---------- | --- | -- | -- | -- | -- | -- | -- | --- |
| Suecia     | 5   | 3  | 2  | 1  | 0  | 4  | 2  | 2   |
| Dinamarca  | 3   | 3  | 1  | 1  | 1  | 2  | 2  | 0   |
| Francia    | 2   | 3  | 0  | 2  | 1  | 2  | 3  | −1  |
| Inglaterra | 2   | 3  | 0  | 2  | 1  | 1  | 2  | −1  |

| 10 de junio de 1992, 20:15       | Suecia       | 1:1 (1:0) | Francia   | Estadio Råsunda, Estocolmo                                |                                                           |
|                                  | Eriksson 24' |           | Papin 58' | Asistencia: 29 860 espectadores Árbitro(s): Alexei Spirin | Asistencia: 29 860 espectadores Árbitro(s): Alexei Spirin |
| Debut de Suecia en una Eurocopa. |              |           |           |                                                           |                                                           |

| 14 de junio de 1992, 17:15 | Francia | 0:0 | Inglaterra | Estadio de Malmö, Malmö                                 |  |
|                            |         |     |            | Asistencia: 26 535 espectadores Árbitro(s): Sándor Puhl |  |

| 17 de junio de 1992, 20:15 | Francia   | 1:2 (0:1) | Dinamarca               | Estadio de Malmö, Malmö                                       |                                                               |
|                            | Papin 60' |           | Larsen 8' · Elstrup 78' | Asistencia: 25 673 espectadores Árbitro(s): Hubert Forstinger | Asistencia: 25 673 espectadores Árbitro(s): Hubert Forstinger |

## Estadísticas

### Posiciones

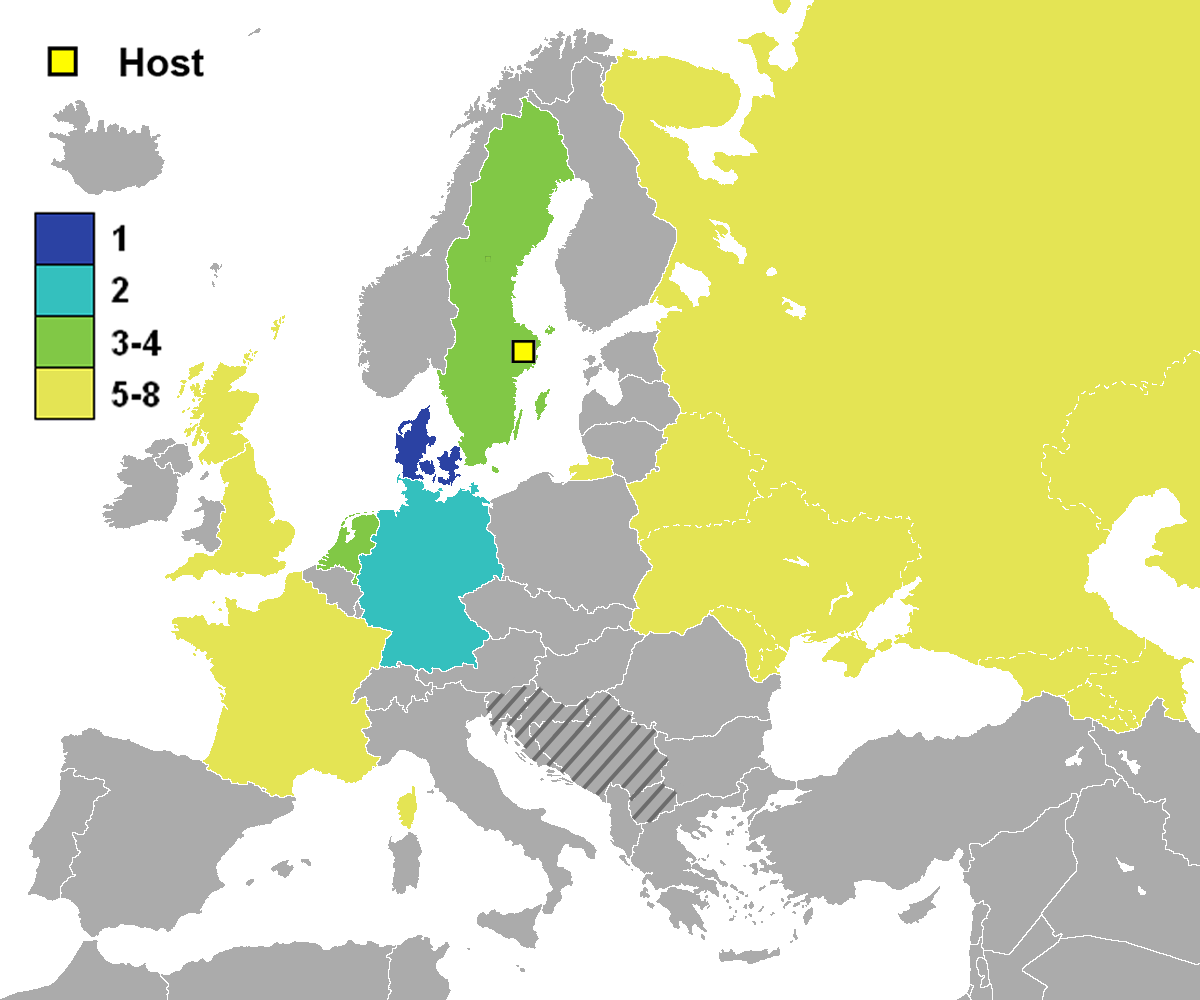
Mapa según los resultados de la Eurocopa 1992.

#### Clasificación general
| Equipo | Equipo                              | Pts | PJ | PG | PE | PP | GF | GC | Dif | Rend   |
| ------ | ----------------------------------- | --- | -- | -- | -- | -- | -- | -- | --- | ------ |
| 1      | Dinamarca                           | 6   | 5  | 2  | 2  | 1  | 6  | 4  | 2   | 60%    |
| 2      | Alemania                            | 5   | 5  | 2  | 1  | 2  | 7  | 8  | −1  | 50%    |
| 3      | Países Bajos                        | 6   | 4  | 2  | 2  | 0  | 6  | 3  | 3   | 75%    |
| 4      | Suecia                              | 5   | 4  | 2  | 1  | 1  | 6  | 5  | 1   | 62.50% |
| 5      | Escocia                             | 2   | 3  | 1  | 0  | 2  | 3  | 3  | 0   | 33.33% |
| 6      | Francia                             | 2   | 3  | 0  | 2  | 1  | 2  | 3  | −1  | 33.33% |
| 7      | Inglaterra                          | 2   | 3  | 0  | 2  | 1  | 1  | 2  | −1  | 33.33% |
| 8      | Comunidad de Estados Independientes | 2   | 3  | 0  | 2  | 1  | 1  | 4  | −3  | 33.33% |

### Goleadores
| Jugador           | Goles | PJ | Minuto |
| ----------------- | ----- | -- | ------ |
| Jean Pierre Papin | 2     | 3  | 270'   |